# Saint-Léger-de-la-Martinière
Saint-Léger-de-la-Martinière é uma comuna francesa na região administrativa da Nova Aquitânia, no departamento de Deux-Sèvres. Estende-se por uma área de 25,64 km², com 1 023 habitantes, segundo os censos de 1999, com uma densidade de 39 hab/km².